# Alliopsis atronitens
Alliopsis atronitens este o specie de muște din genul Alliopsis, familia Anthomyiidae. A fost descrisă pentru prima dată de Gabriel Strobl în anul 1893. Conform Catalogue of Life specia Alliopsis atronitens nu are subspecii cunoscute.